# L'abitudine di tornare Tour
L'abitudine di tornare Tour è una tournée della cantautrice catanese Carmen Consoli svolta nel 2015 e che ha seguito l'uscita dell'album L'abitudine di tornare.

## Date
Prima parte
- 9 aprile 2015 -  Italia Porto San Giorgio
- 11 aprile 2015 -  Italia Roma
- 13 aprile 2015 -  Italia Milano
- 14 aprile 2015 -  Italia Torino
- 16 aprile 2015 -  Italia Modena
- 18 aprile 2015 -  Italia Firenze
- 22 aprile 2015 -  Italia Jesolo
- 24 aprile 2015 -  Italia Rimini
- 27 aprile 2015 -  Italia Bari
- 28 aprile 2015 -  Italia Napoli
- 30 aprile 2015 -  Italia Acireale

Tour estivo
- 3 luglio 2015 -  Italia Padova
- 7 luglio 2015 -  Italia Asti
- 16 luglio 2015 -  Italia Genova
- 18 luglio 2015 -  Italia Marina di Camerota
- 25 luglio 2015 -  Italia Cagliari
- 29 luglio 2015 -  Svizzera Bellinzona
- 6 agosto 2015 -  Italia Lecce
- 9 agosto 2015 -  Italia Catanzaro
- 11 agosto 2015 -  Italia Pescara
- 13 agosto 2015 -  Italia Marina di Pisa
- 14 agosto 2015 -  Italia Rispescia
- 21 agosto 2015 -  Regno Unito Londra
- 28 agosto 2015 -  Italia Partanna
- 30 agosto 2015 -  Italia Taormina
- 31 agosto 2015 -  Italia Palermo
- 5 settembre 2015 -  Italia Milano
- 10 settembre 2015 -  Italia Roma
- 12 settembre 2015 -  Italia Reggio Emilia
- 19 settembre 2015 -  Italia Moncalieri

## La Scaletta
1-La signora del quinto piano
2-Per niente stanca
3-Besame giuda
4-Fino all'ultimo
5-Bonsai #2
6-L'abitudine di tornare
7-Esercito silente
8-AAA cercasi
9-Stato di necessità
10-Guarda l'alba
11-Geisha
12-Matilde odiava i gatti
13-Sentivo l'odore
14-Fiori d'arancio
15-Blunotte
16-In bianco e nero
17-L'ultimo bacio
18-Autunno dolciastro
19-Parole di burro
20-Sintonia imperfetta
21-Venere
22-Questa piccola magia
23-Grida con Luca Madonia
24-L'alieno con Luca Madonia
25-Confusa e felice
26-Amore di plastica

## Band
| Strumento                | Nome Musicista     |
| ------------------------ | ------------------ |
| voce, chitarra elettrica | Carmen Consoli     |
| chitarra elettrica       | Massimo Roccaforte |
| tastiere                 | Roberto Procaccini |
| Batteria                 | Fiamma Cardani     |
| basso                    | Luciana Luccini    |